# Ali Çetiner
Ali Çetiner (* 5. Juli 1925; † vor 2013) war ein türkischer Radrennfahrer.

## Sportliche Laufbahn
Çetiner war im Straßenradsport aktiv. Er war Teilnehmer der Olympischen Sommerspiele 1948 in London. Das olympische Straßenrennen beendete er nicht. 
Die Türkei kam mit Ali Çetiner, Enver Osmalı, Orhan Suda und Talat Tunçalp nicht in die Mannschaftswertung, da kein Fahrer das Rennen beendet hatte.